# Ohe (Dötlingen)
Ohe ist ein Ortsteil der Gemeinde Dötlingen im niedersächsischen Landkreis Oldenburg im Naturpark Wildeshauser Geest.
Der rund fünf Kilometer nördlich vom Dötlinger Ortskern gelegene Ortsteil hatte mit Stand: August 2022 40 Einwohner und gehört zur Bauerschaft Geveshausen.
Nördlich von Ohe fließt der Rittrumer Mühlbach, ein fünfeinhalb Kilometer langer rechtsseitiger Nebenfluss der Hunte.
Das Wohn- und Wirtschaftsgebäude Oher Kirchweg 2 steht als Zweiständer-Hallenhaus in Fachwerk von 1885 unter Denkmalschutz. 